# بريان ماركنسون
بريان ماركنسون هو ممثل كندي، ولد في 14 سبتمبر 1961 ببروكلين في الولايات المتحدة.

## أعمال

### أفلام
- (1995) أبولو 13[4][5][6]
- (1996) شخصي وعن قرب[7]
- (1997) بركان[8]
- (2007) القناص[9]
- (2007) حرب تشارلي ويلسون
- (2013)  إعادة التحميل

### مسلسلات
- القاضية إيمي
- الملفات الغامضة
- رجال ماد

## وصلات خارجية
- بريان ماركنسون على موقع IMDb (الإنجليزية)
- بريان ماركنسون على موقع ألو سيني (الفرنسية)
- بريان ماركنسون على موقع أول موفي (الإنجليزية)
- بريان ماركنسون على موقع قاعدة بيانات الأفلام السويدية (السويدية)
- بريان ماركنسون على موقع قاعدة بيانات الفيلم (الإنجليزية)
- بريان ماركنسون على موقع كينوبويسك (الروسية)